# Phillip M. Margolin
Pour les articles homonymes, voir Margolin.
Phillip M. Margolin, né le 20 avril 1944 à New York aux États-Unis, est un écrivain américain, auteur de roman policier et de legal thriller (en).

## Biographie
Il fait des études à l'université de Washington où il obtient un diplôme de droit en 1965. De 1965 à 1967, il est volontaire du Corps de la Paix au Liberia. Puis, il devient avocat à Portland où il plaide dans de nombreuses affaires de femmes battues jugées pour homicide.
En 1978, il publie son premier roman, Une pierre dans le cœur (Heartstone). En 1993, il écrit La Rose noire (Gone, but Not Forgotten), un « bon récit de suspense ». Les romans suivants sont situés dans le milieu judiciaire.

## Œuvre

### Romans

#### SérieAmanda Jaffe
- Wild Justice (2000) Publié en français sous le titre Justice barbare, Paris, Éditions Albin Michel, coll. « Spécial Suspense » (2001)  (ISBN 2-226-12191-9) ; réédition, Paris, Pocket, coll. « Presses-Pocket » no 11450 (2003)  (ISBN 2-266-11748-3)
- Ties That Bind (2003) Publié en français sous le titre Un lien très compromettant, Paris, Éditions Albin Michel, coll. « Spécial Suspense » (2005)  (ISBN 2-226-16732-3) ; réédition, Paris, Pocket, coll. « Presses-Pocket » no 13113 (2006)  (ISBN 2-266-16614-X)
- Proof Positive (2006)
- Fugitive (2009) Publié en français sous le titre En fuite, Paris, Éditions Albin Michel, coll. « Spécial Suspense » (2011)  (ISBN 978-2-226-22127-8)
- Violent Crimes (2016)

#### sérieDana Cutler
- Executive Privilege (2008)
- Supreme Justice (2010)
- Capitol Murder (2012)
- Sleight of Hand (2013)

#### SérieMadison Kincaid
(coécrit avec Ami Margolin Rome)
- Vanishing Acts (2011)

#### SérieRobin Lockwood
- The Third Victim (2018)
- The Perfect Alibi (2019)
- A Reasonable Doubt (2020)
- A Matter of Life and Death (2021)
- The Darkest Place (2022)
- Murder at Black Oaks (2022)
- Betrayal (2023)

#### Autres romans
- Heartstone (1978) Publié en français sous le titre Une pierre dans le cœur, Paris, Éditions de l'Archipel, coll. « Les Maîtres du suspense » (2000)  (ISBN 2-84187-240-8) ; réédition, Paris, Pocket, coll. « Presses-Pocket » no 11251 (2001)  (ISBN 2-266-11051-9)
- The Last Innocent Man (1981) Publié en français sous le titre Le Dernier Homme innocent, Paris, Éditions Albin Michel, coll. « Spécial Suspense » (1999)  (ISBN 2-226-10691-X) ; réédition, Paris, Pocket, coll. « Presses-Pocket » no 10984 (2001)  (ISBN 2-266-10231-1)
- Gone, but Not Forgotten (1993) Publié en français sous le titre La Rose noire, Paris, Éditions Albin Michel, coll. « Spécial Suspense » (1994)  (ISBN 2-226-07012-5) ; réédition, Paris, Pocket, coll. « Presses-Pocket » no 10041 (1996)  (ISBN 2-266-06839-3)
- After Dark (1995) Publié en français sous le titre Les Heures noires, Paris, Éditions Albin Michel, coll. « Spécial Suspense » (1996)  (ISBN 2-226-08522-X) ; réédition, Paris, Pocket, coll. « Presses-Pocket » no 10135 (2001)  (ISBN 2-266-07384-2)
- The Burning Man (1996) Publié en français sous le titre Dernière Chance, Paris, Pocket, coll. « Presses-Pocket » no 10242 (1998)  (ISBN 2-266-07657-4)
- The Undertaker's Widow (1998) Publié en français sous le titre Piège funéraire, Paris, Pocket, coll. « Presses-Pocket » no 10546 (2000)  (ISBN 2-266-08797-5)
- The Associate (2001) Publié en français sous le titre L'Avocat de Portland, Paris, Éditions Albin Michel, coll. « Spécial Suspense » (2002)  (ISBN 2-226-13609-6) ; réédition, Paris, Pocket, coll. « Presses-Pocket » no 12044 (2004)  (ISBN 2-266-13614-3)
- Natural Suspect (2001) (coécrit avec William Bernhardt, Leslie Glass, Gini Hartzmark, John Katzenbach, John Lescroart, Bonnie MacDougal, Brad Meltzer, Michael Palmer, Lisa Scottoline et Laurence Shames)
- Sleeping Beauty (2004) Publié en français sous le titre Sleeping Beauty, Éditions Albin Michel, coll. « Spécial Suspense » (2006)  (ISBN 2-226-17358-7) ; réédition, Paris, LGF, coll. « Le Livre de poche » no 31640 (2009)  (ISBN 978-2-2531-2872-4)
- Lost Lake (2005) Publié en français sous le titre Le Cadavre du lac, Paris, Éditions Albin Michel, coll. « Spécial Suspense » (2008)  (ISBN 978-2-226-18869-4)
- No Rest for the Dead (2011) (coécrit avec Jeff Abbott, Lori Armstrong, David Baldacci, Sandra Brown, Thomas H. Cook, Jeffery Deaver, Diana Gabaldon, Tess Gerritsen, Andrew F. Gulli, Lamia Gulli, Peter James, J. A. Jance, Faye Kellerman, Raymond Khoury, John Lescroart, Jeff Lindsay, Gayle Lynds, Alexander McCall Smith, Michael Palmer, T. Jefferson Parker, Matthew Pearl, Kathy Reichs, Marcus Sakey, Jonathan Santlofer, Lisa Scottoline, R. L. Stine et Marcia Talley)
- Worthy Brown's Daughter (2014)
- Woman with a Gun (2014)
- The Mayfly (2016)
- An Insignificant Case '2024)

### Nouvelles
- The Girl in the Yellow Bikini (1974)
- Angie's Delight (1998) Publié en français sous le titre Angie ravie, dans le recueil Vengeances mortelles, Paris, Éditions Albin Michel (1999)  (ISBN 2-226-10519-0) ; réédition, Paris, LGF, coll. « Le Livre de poche » no 17188 (2001)  (ISBN 2-253-17188-3)

## Filmographie

### Adaptations à la télévision
- 1987 : L'Impossible Alibi (The Last Innocent Man), téléfilm américain, réalisé par Roger Spottiswoode, adaptation du roman Le Dernier Homme innocent ('The Last Innocent Man)
- 2005 : La Rose noire (Gone, but Not Forgotten), téléfilm américain réalisé par Armand Mastroianni, adaptation du roman éponyme

### Autre adaptation
- 2006 : Angie's Delight, court métrage américain réalisé par Nathan Oliver, adaptation de la nouvelle éponyme

## Sources
: document utilisé comme source pour la rédaction de cet article.
- Claude Mesplède (dir.), Dictionnaire des littératures policières, vol. 2 : J - Z, Nantes, Joseph K, coll. « Temps noir », 2007, 1086 p. (ISBN 978-2-910-68645-1, OCLC 315873361), p. 298-299.